# Janine Pommy Vega
Janine Pommy Vega (født 5. februar 1942, død 23. december 2010) var en amerikansk digter, der forbindes med beatgenerationen.
Vega voksede op i Union City i staten New Jersey. Som 15-årig blev hun inspireret af Jack Kerouacs roman On the Road og tog til Manhattan for at blive involveret i beatmiljøet.
I 1962 flyttede Vega til Europa sammen med sin mand, maleren Fernando Vega. Efter hans pludselige død vendte hun tilbage til New York og flyttede derefter til Californien. Hendes første bog, Poems to Fernando, blev udgivet af City Lights Bookstore i 1968. I de tidlige 1970'ere boede Vega som eneboer som Isla del Sol i Titicaca-søen. Dette selvvalgte eksil førte til bøgerne Journal of a Hermit (1974) og Morning Passage (1976). I dag bor Vega i Willow i staten New York. Hun skriver stadig og er involveret i kampen for menneskerettigheder. Hun er en af foregangskvinderne inden for kvindebevægelsen i USA og har arbejdet for at forbedre forholdene for kvinder i fængslerne.